# Geoff Johns
Geoff Johns (Detroit, Míchigan; 25 de enero de 1973) es un escritor contemporáneo de cómics, conocido principalmente por su trabajo para la editorial DC Comics. Fue Presidente de DC Entertainment y colíder del DCEU. Ha escrito historias muy aclamadas, estelarizadas por Superman, Linterna Verde, Flash, Teen Titans y La Sociedad de la Justicia de América. Es autor de las novelas gráficas, entre las más vendidas según el New York Times, Sinestro Corps War y Linterna Verde: La noche más oscura.
A raíz de su trabajo al frente de los personajes más importantes de DC Comics, Geoff Johns ha conseguido ganarse el cariño y la admiración de los aficionados debido a sus historias con regusto clásico y su extenso conocimiento de la historia y continuidad de este universo de ficción. Geoff Johns también es aclamado como uno de los mejores escritores cuando hablamos de : Linterna Verde ( ya que este fue su ídolo en la infancia ) Y también del corredor escarlata Flash. Fue el que inició el Rebirth en DC en el año 2016, trayendo de vuelta la personalidad original de los personajes y antiguos personajes olvidados. Sus obras más recientes son DC: Rebirth y Doomsday Clock. Actualmente es el Jefe de la Oficina Creativa de DC Entertainment. Es el segundo productor, guionista y escritor del DCEU.

## Biografía
Johns nació en Detroit el 25 de enero de 1973, hijo de Barbara y Fred Johns, Geoff tiene ascendencia
Libanesa. Estudió artes de la comunicación, guionismo, producción fílmica y teoría fílmica en la Universidad del Estado de Míchigan. Tras mudarse a Los Ángeles, trabajó como interno y, más tarde, como asistente para el director Richard Donner, cuyos previos trabajos incluyen Superman: La Película y la saga de Arma Letal.
Johns comenzó su carrera en los cómics escribiendo Stars and S.T.R.I.P.E. y creó el personaje Stargirl para DC Comics. Recibió el premio Wizard Fan al Talento Nuevo de 2002, y al Escritor del Año en 2005, 2006, 2007 y 2008, así como CBG al Escritor del Año 2003, 2004, 2005, 2007 y 2008, y el CBG a la Mejor Serie en Cómic por JSA, del 2001 al 2005.
Tras sus exitosas corridas en Flash, Teen Titans y la exitosa miniserie en ventas Crisis infinita, Johns coescribió una corrida en Action Comics con su mentor Richard Donner. En 2006, coescribió 52, una ambiciosa serie semanal de cómics desarrollada en tiempo real, con Grant Morrison, Greg Rucka y Mark Waid. Johns también ha escrito para otros medios, entre los que se incluyen episodios serie de televisión Smallville así como la cuarta temporada de Robot Chicken. Actualmente escribe la historia para el multijuego de acción a gran escala DC Universe Online, de Sony Online Entertainment, y recientemente se unió a DC Entertainment como Jefe de la Oficina Creativa.

### DC Comics

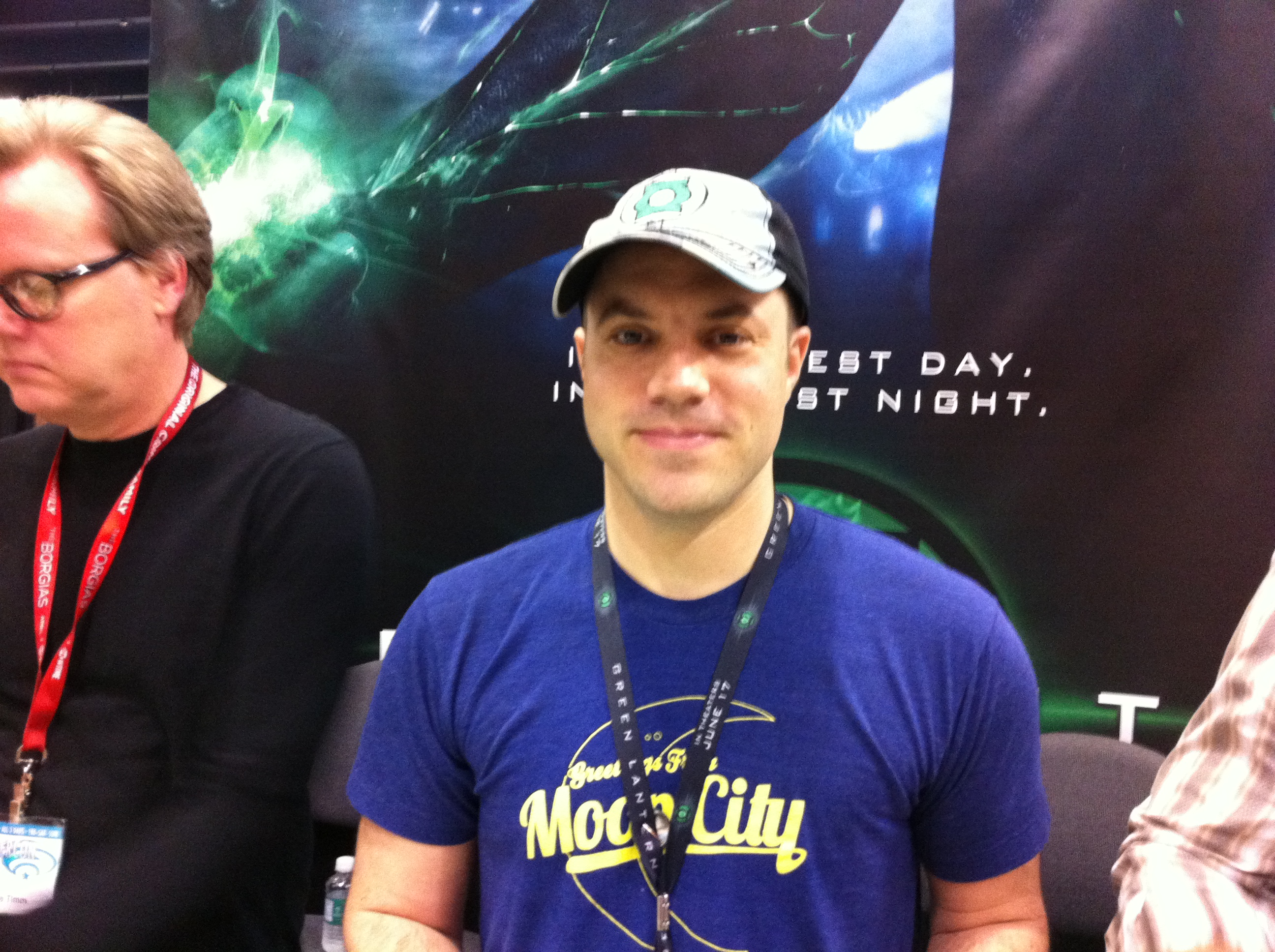
Geoff Johns en el 2011, mismo año del estreno de la película de Green Lantern.

En 2000, sucedió a James Robinson como coguionista de David S. Goyer en el título de la JSA. Ese año, Johns se convirtió en el guionista regular de la serie The Flash. En 2003, inauguró un nuevo volumen de Jóvenes Titanes.
Johns fue responsable del regreso de Hal Jordan en 2005 como guionista de la miniserie Green Lantern: Renacimiento y la posterior colección regular de Linterna Verde. Johns fue, además, el encargado de escribir el crossover Crisis Infinita para DC Comics a comienzos de 2005, una secuela de la obra Crisis en Tierras Infinitas publicada en 1985, y a la que pretendía homenajear por cumplirse 20 años del considerado mejor crossover de la historia. Continuando con ese evento, fue uno de los cuatro encargados -junto a Mark Waid, Grant Morrison y Greg Rucka- detrás de 52, un hito en el mundo del cómic por tratarse de una publicación semanal. En 2006, los caminos de Johns y Richard Donner volvieron a cruzarse en el título Action Comics de Superman, con Donner co-guionizando el cómic junto a su antiguo ayudante. A partir de agosto de 2007, Johns también es el responsable de la nueva colección de Booster Gold, co-guionizada con Jeff Katz.
Desde 2006, Johns comparte un estudio de escritura, The Empath Magic Tree House, con Jeph Loeb y Allan Heinberg.

### Televisión y cine
Junto a Goyer, Johns coescribió la serie de televisión Blade de Spike TV, que originalmente se emitió en verano de 2006. En otoño de 2006, Johns se asoció con Matthew Senreich de Robot Chicken para escribir el guion de una película familiar titulada Naughty or Nice para Dimension Films. Johns y Senreich también están acreditados como directores de la película, con el actor/productor Seth Green encargado de proporcionar una voz principal, así como ser el director de doblaje de la cinta.
Jefe de la Oficina Creativa de DC Entertainment, Presidente de DC Entertainment y DC Films
En 2010 fue elegido Jefe de la Oficina Creativa en DC, cargo que sigue ocupando hasta el día de hoy. En el año 2016, fue ascendido a Presidente de DC para llevar a cabo el desempeño del DCEU. Desde el inicio del universo extendido de DC Geoff Johns asumió un papel en el cual ha servido como consultante creativo de las películas El hombre de acero, Batman v Superman: Dawn of Justice y Escuadrón Suicida, además ha asesorado la creación de las series de TV tales como Smallville, Arrow, y The Flash, ha coescrito algunos episodios de estas mismas series, y tras los resultados de la última película de Warner Bros. (Batman v Superman: Dawn of Justice) y DC Entertainment, resultó ser elegido para dirigir la división de la misma, DC Films.
Tras el fracaso económico de Liga de la Justicia, en enero de 2018 se producen reestructuraciones en DC Entertainment por lo que retiran a Johns y a John Berg de la dirección de las producciones de DC. Lo sustituyó Walter Hamada. En el año 2018, confirmó su presencia con las series de DC en el nuevo servicio de streaming DC Universe, donde es el creador de la series de Titans y Stargirl, también como productor y escritor de Doom Patrol. Actualmente, junto con Walter Hamada y Peter Safran, son los productores principales de DC Films, confirmando su presencia en Aquaman, Shazam!, Birds of Prey, Wonder Woman 1984, The New Gods, The Batman, Black Adam, The Flash, Aquaman y el Reino Perdido, entre otros proyectos.
A finales de 2018, creó su propia productora de cine, "Mad Ghost Productions" recibiendo así un poco más de capital, así como la oportunidad de seguir como Escritor, guionista o productor en una película futura.

## Filmografía
- Cine

| Año  | Película                           | Director                  | Papel                           | Notas |
| ---- | ---------------------------------- | ------------------------- | ------------------------------- | ----- |
| 2011 | Linterna Verde                     | Martin Campbell           | Co-Productor                    |       |
| 2013 | El hombre de acero                 | Zack Snyder               | Consultor creativo              |       |
| 2016 | Batman v Superman: Dawn of Justice | Zack Snyder               | Productor ejecutivo             |       |
| 2016 | Escuadrón suicida                  | David Ayer                | Productor ejecutivo             |       |
| 2017 | Wonder Woman                       | Patty Jenkins             | Productor y Guionista           |       |
| 2017 | Liga de la Justicia                | Zack Snyder y Joss Whedon | Productor                       |       |
| 2018 | Aquaman                            | James Wan                 | Productor ejecutivo e Historia  |       |
| 2019 | Shazam!                            | David F. Sandberg         | Productor                       |       |
| 2020 | Wonder Woman 1984                  | Patty Jenkins             | Productor, Guionista e Historia |       |
| 2020 | Birds of Prey                      | Cathy Yan                 | Productor                       |       |
| 2021 | The Suicide Squad                  | James Gunn                | Productor                       |       |
| 2022 | The Batman                         | Matt Reeves               | Productor e Historia            |       |
| 2022 | Aquaman y el Reino Perdido         | James Wan                 | Productor                       |       |
| 2022 | The New Gods                       | Ava Duvervaney            | Productor                       |       |
| 2022 | Green Lanterns Corps               | Christopher McQuarrie     | Productor                       |       |

- Televisión

| Año         | Programa    | Papel                                                     | Notas |
| ----------- | ----------- | --------------------------------------------------------- | ----- |
| 2009 - 2011 | Smallville  | Escritor                                                  |       |
| 2012 - 2020 | Arrow       | Escritor                                                  |       |
| 2014 - 2023 | The Flash   | Creador junto a Greg Berlanti y Andrew Kreisberg          |       |
| 2018 - 2023 | Titans      | Creador junto a Akiva Goldsman y Greg Berlanti y Escritor |       |
| 2019        | Doom Patrol | Escritor                                                  |       |
| 2019        | Stargirl    | Creador y Escritor                                        |       |